# Filip Oštir
Filip Oštir, slovenski redovnik, glasbenik in skladatelj, * 12. januar 1871, Škale, † 31. marec 1934, Trsat, Hrvaška.

## Življenje in delo
Oštir je dobil prvi pouk v glasbi doma pri učitelju Matekoviču, pozneje se učil v Celju. Leta 1894 je stopil v frančiškanski red in se v glasbi sam marljivo izpopolnjeval. Bil je organist in zborovodja v samostanih na Trsatu, v Klanjcu, Karlovcu, Brodu na Savi in zopet v Karlovcu in na Trsatu.
Med njegovimi skladbami, ki so po večini v rokopisu, so: 2 latinski maši, 2. Requiema, Te Deum, Regina coeli, Himna siromaštvu za mešani zbor, Fantazija za gosli in orgle, Andante za 2 gosli in orgle, Tercet za 2 gosli in čelo, Slavnostna predigra za orgle, Stabat Mater (s hrvaškim besedilom) itd. Nekaj svojih skladb je izvajal na cerkvenih koncertih v Karlovcu, Brodu na Savi in drugod. Pri pisanju skladb sta ga z nasveti in dejansko podpirala Ignacij Hladnik in hrvaški skladatelj Franjo Dugan. Bavil pa se je tudi s slikanjem in fotografiranjem.